# Valère du Bierzo
Pour les articles homonymes, voir Saint Valère.
Valère du Bierzo (Valerius Bergidensis), né vers 630, décédé vers 695, était un ascète, ermite et moine du Bierzo, une région de l'Espagne wisigothique.

## Vie
Originaire des environs d'Astorga dans le León, Valère naît dans une famille noble du nord de l'Espagne wisigothique. Il reçoit une bonne éducation, connaît les auteurs antiques et maîtrise le latin. 
Se destinant probablement à une carrière au service de la monarchie, il se convertit brutalement vers 20 ans et rejoint le monastère de Compludo (première des fondations de Fructueux de Braga dans le Léon). Après s'être consacré aux disciplines mondaines, telles qu'il les définissait, il s'approcha de la vie religieuse. Il resta au sein du monastère pendant environ un an, comme l'exigeait la règle fructosienne. Au terme de cette période, Valerius reçut une bénédiction et la possibilité d'être assisté par un maître, le doyen Maximo, copiste de manuscrits.
À la suite de cette période, il préféra se faire ermite dans les montagnes du Bierzo. Il y acquiert une certaine notoriété, mais obsédé par l'idée de la tentation du démon, il refuse à plusieurs fois la prêtrise et rejette la présence des foules qui viennent auprès de lui.
Il a laissé un certain nombre d'écrits, dont des poèmes, des visions de l'au-delà, des ouvrages exhortant à l'ascèse, trois œuvres autobiographiques : Ordo querimoniae, Replicatio sermonum et Residuum, et une Lettre à la louange de la très Bienheureuse Égérie.
Un court ouvrage hagiographique connu sous le nom de Vita Fructuosi (Vie de Fructueux de Braga) a été considéré à tort, du XVIe au milieu du XXe siècle, comme ayant été écrit par Valère.

## Œuvres
- Capita apologiae (Chapitre de l'apologie)
- De genere monachorum
- Dicta ad Donadeum
- Epistula beatissimae Egeriae laude conscripta (Lettre à la louange de la très bienheureuse Égérie)
- Ordo querimoniae
- Quod de superioribus querimoniis residuum sequitur
- Replica sermonum
- Visions de Maximus, Bonellus et Baldarius

### Manuscrits et transmission
(janvier 2022).
Le contenu est difficilement compréhensible vu les erreurs de traduction, qui sont peut-être dues à l'utilisation d'un logiciel de traduction automatique.
L’énumération complète des manuscrits de Valère se retrouve dans l’Index Scriptorum Latinorum Medii Aevi Hispanorum compilation née de l’étude faite par Diaz y Diaz en 1951,. Il existerait deux manuscrits distincts qui seraient les ancêtres de ceux qui nous sont aujourd'hui parvenus: le plus ancien, qui date du Xe siècle, vers 902, est le Madrid Biblioteca Nacional, 10 007, appelé (T), qui est le seul qui contiendrait toutes les trois sections en proses rassemblées sous le titre Ordo Querimoniae, Replicatio and Residuum. Le second est celui du monastère de Santa Maria d’Alcobaça, au nord de Lisbonne, appelé Alcobaça 454 (A). Un autre manuscrit, aujourd'hui perdu appartenant au Bierzan house of Carracedo qui pourrait dater, selon R. A. White, du Xe siècle; ou plus tard, selon l’avis de Roger Collins, soit vers le XIe ou XIIe siècle. Ce manuscrit aurait servi pour une copie contemporaine datant de 1591 du MC Escorial & III.8 (F) qui contient la section d’ouverture du Ordo Querimoniae. Collins croit que le manuscrit de Carracedo aurait contenu plus que l’ouverture contenue dans sa copie de 1591, mais qu’il aurait été perdu avant qu’on produise cette copie.
Patrick Henriet rapporte que les œuvres, comme les visions de Maximus, Bonellus et Baldarius, sont méconnues hors de la péninsule hispanique puisque durant le Moyen Âge, les œuvres y sont restées essentiellement confinées, et que peu d’études contemporaines s’y sont intéressées,. En effet, neuf manuscrits datant du Xe au XVIIIe siècle contenant l’essentiel de l’œuvre de Bierzo proviennent de ce qui est aujourd’hui le Portugal et l’Espagne. Toutefois, comme le mentionne Roger Collins, ce n’est pas parce que les œuvres de Valère étaient jugées non-importantes, mais plutôt dû au contexte historique géopolitique qui a joué pour beaucoup dans le confinement de son œuvre. En effet, la chute et la destruction du royaume wisigoth en 711, survenu trop peu longtemps après la mort de Valère, aurait joué en sa défaveur dans l’intérêt pour ses œuvres puisque l'événement aurait nui au plein développement et à la diffusion de sa réputation posthume, encore trop jeune. L’intérêt pour Valère, au-delà de la péninsule ibérique, serait donc contemporain et daterait des années 1920, soit, depuis que les historiens ont commencé à découvrir sa littérature et commencer à la comparer à celle d'Isidore de Séville. De plus, les compilations hagiographiques de Valère lui font reconnaître un certain succès d’éditeur. D’ailleurs, ses manuscrits ont été copiés au Xe aussi bien qu’au XIIe siècle dans des communautés cénobitiques en Espagne, donc auraient survécu au-delà du haut Moyen Âge.

#### Œuvre éditée
- Lettre à la louange de la très bienheureuse Égérie (dans Égérie, Journal de voyage, éd. Pierre Maraval)  (trad. trad., texte, introduction par M-C. Diaz y Diaz), Paris, Cerf, coll. « Sources Chrétiennes » (no 296), 2002 (1re éd. 1982), 400 p. (ISBN 978-2-204-06990-8, présentation en ligne).
- « Les voyages: Au Sinaï », dans Égérie: Journal de voyage (Itinéraire)  (introduction, texte critique, traduction, notes et cartes de Pierre Maraval), Paris, Cerf, coll. « Sources chrétiennes » (no 296), 2002 (1re éd. 1982), 400 p. (ISBN 978-2-204-06990-8), p. 121-149
- « Vision de Bonellus », dans Alexandre Micha, Voyage dans l’au-delà, Paris, Klincksieck, 1992 (ISBN 2-252-02876-9), p. 43-46
- « Vision de Maximus », dans Alexandre Micha, Voyage dans l’au-delà, Paris, Klincksieck, 1992 (ISBN 2-252-02876-9), p. 47-50
- Écrits autobiographiques et Visions de l’au-delà (bilingue français / latin)  (trad. , texte et commentaires par Patrick Henriet (dir.), Jacques Elfassi, Florian Gallon, Céline Martin, José Carlos Martín-Iglesias), Paris, Les Belles Lettres, 2021, 612 p. (ISBN 978-2-251-45261-6)

#### Études (ouvrages)
- (en) Consuelo Maria Aherne, Valerio of Bierzo: An ascetic of the late Visigothic period, Washington, The Catholic University of American Press, 1949, 211 p.

#### Études (articles et chapitres d'ouvrages)
- (en) Roger Collins, « The Autobiographical works of Valerius of Bierzo: Their structural and purpose », dans Gonzalez Blanco (Ed.), Antiguedad y Christianismo III: Los Visigodos. Historia y civilizació, Murcia, Universitad de Murcia, 1986 (lire en ligne), p. 425-442.
- Patrick Henriet, « Les démons de Valère du Bierzo (viie siècle) », dans Rofl Grosse et Dominique Bathélemy (dir.), Moines et démons: Autobiographie et individualité au Moyen  Âge (viie – xiiie siècle), Genève, Librairie Droz, 2014, 232 p. (ISBN 978-2-600-01375-8), p. 13-25.

- (en) R. A. White, « Some observations on the text of Valerius of Bierzo », Acta Classica, vol. 20,‎ 1977, p. 209-211 (lire en ligne)